# Ferrocarril del Sur de Devon y Tavistock
El Ferrocarril del Sur de Devon y Tavistock (nombre original en inglés: South Devon and Tavistock Railway) unía Plymouth con Tavistock en Devon (Reino Unido). Se inauguró en 1859, y se amplió en 1865 hasta Launceston (Cornualles), cuando se puso en servicio el Ferrocarril de Launceston y del Sur de Devon. Era una línea con vías de gran ancho, pero desde 1876 se equipó con vías de ancho mixto, de forma que los trenes de ancho estándar del Ferrocarril de Londres y del Suroeste pudieron circular por la línea entre Lydford y Plymouth. En 1892, toda la línea se convirtió solo al ancho estándar.
La línea se cerró a los pasajeros en 1962, aunque las secciones de sus dos extremos se mantuvieron durante un tiempo para transportar el tráfico de mercancías. Desde entonces, el Ferrocarril de Plym Valley reabrió un pequeño tramo como una línea preservada.

## Historia

### Autorización de la Línea de Tavistock
El Ferrocarril de Plymouth y Dartmoor, una línea tirada por caballos inaugurada el 26 de septiembre de 1823, se había construido para llevar minerales a Plymouth desde las canteras cercanas a Princetown.
El Ferrocarril del Sur de Devon (SDR) construyó su línea desde Exeter a Plymouth, abriéndose una estación temporal en Laira Green el 5 de mayo de 1848. Se extendió a su Terminal de Plymouth Millbay el 2 de abril de 1849 para pasajeros, con tráfico de mercancías a partir del 1 de mayo de 1849, haciendo posible el trayecto directo completo desde Plymouth a Londres.

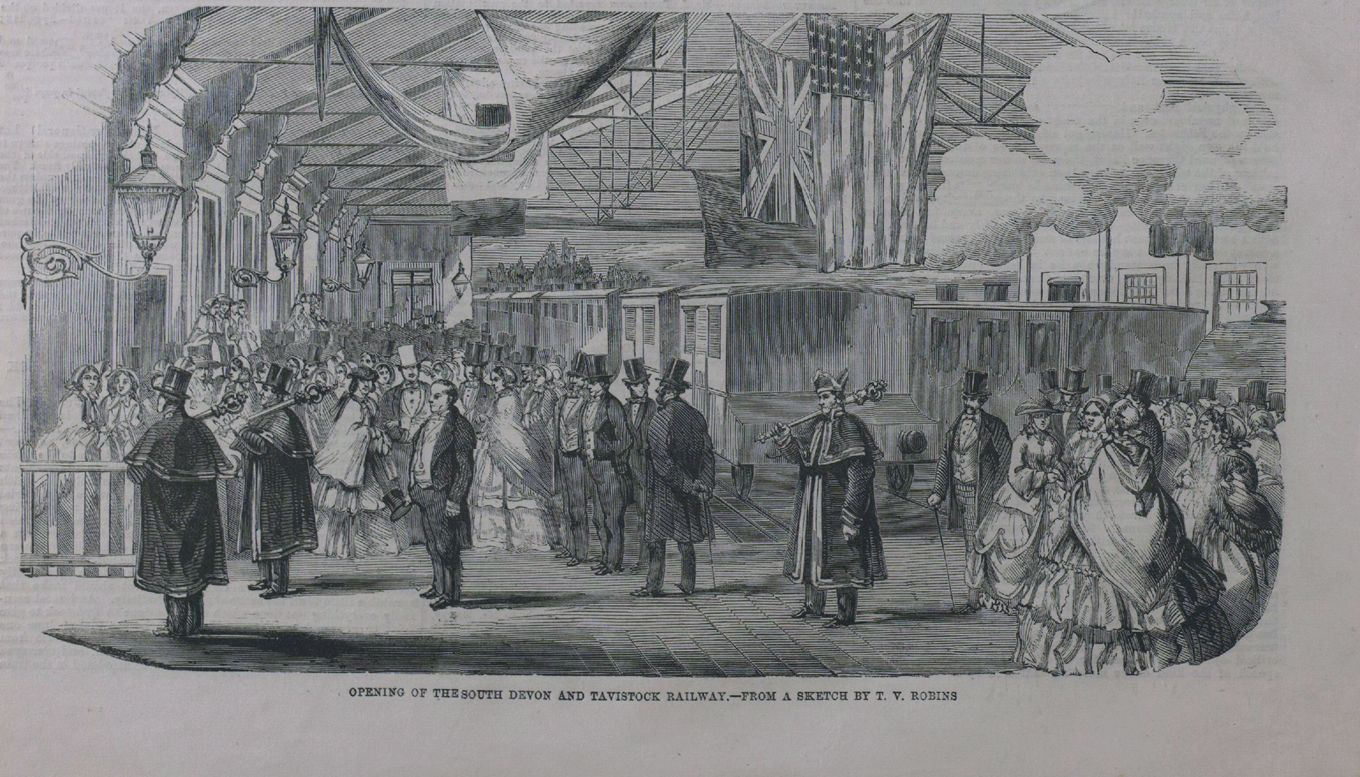
Ceremonia de apertura del Ferrocarril del Sur de Devon y Tavistock en 1859. En la imagen, la bandera de los Estados Unidos tiene sólo treinta estrellas, aunque desde 1851 la bandera oficial ya tenía 32 estrellas

Los promotores de las ciudades importantes cerca de la frontera entre Devon y Cornualles desarrollaron planes para conectar su región a la nueva línea principal de ferrocarril, incluido un "Ferrocarril de Launceston y del Sur de Devon", pero esa propuesta expiró en 1846. También había planes en competencia, incluido un "Ferrocarril de Plymouth, Tavistock, Okehampton, el Norte de Devon y Exeter" para una línea que conectase con el Ferrocarril de Londres y del Suroeste.
Fue el "Ferrocarril del sur de Devon y Tavistock" el que obtuvo su Ley del Parlamento el 24 de julio de 1854, que autorizaba la construcción de una línea de 13 millas (21 km) de longitud desde Tavistock hasta un enlace con el Ferrocarril del Sur de Devon al este de Plymouth. Las vías serían de gran ancho (de 7 pies 1/4 plg (2140 mm)) y el capital autorizado era de 160.000 libras esterlinas, con poderes de préstamo de 53.600 libras esterlinas.
Además de servir a las comunidades conectadas, la línea tenía el propósito estratégico de bloquear la incursión de empresas competidoras de vía estándar, patrocinadas por el Ferrocarril de Londres y del Suroeste (LSWR). Sin embargo, en la etapa final de aprobación del proyecto de ley, estaba en la etapa del Comité de la cámara de los Lores. El historiador Anthony señala al respecto que:

Se produjo un período de ansiedad en mayo, cuando se rumoreaba que la Cámara de los Lores obligaría a la Compañía a introducir una cláusula para que se adoptara la vía estrecha en toda la línea, e incluso para llevarla a Plymouth.

Los Lores, de hecho, no insistieron en que se instalara la vía estrecha, pero en el último momento, cuando el proyecto de ley llegó ante Lord Reedsdale, sin recibir ninguna evidencia sobre el tema, y "por la inmensa autoridad que poseía en tales asuntos", forzó en el proyecto de ley una cláusula, indicando que si una línea de vía estrecha alguna vez se conectara con la sucursal de Tavistock, la Compañía estaría obligada a admitir la vía estrecha en su sistema. (Nota: aquí, "vía estrecha" hace referencia a la vía que posteriormente se convertiría en la vía estándar).

### Construcción

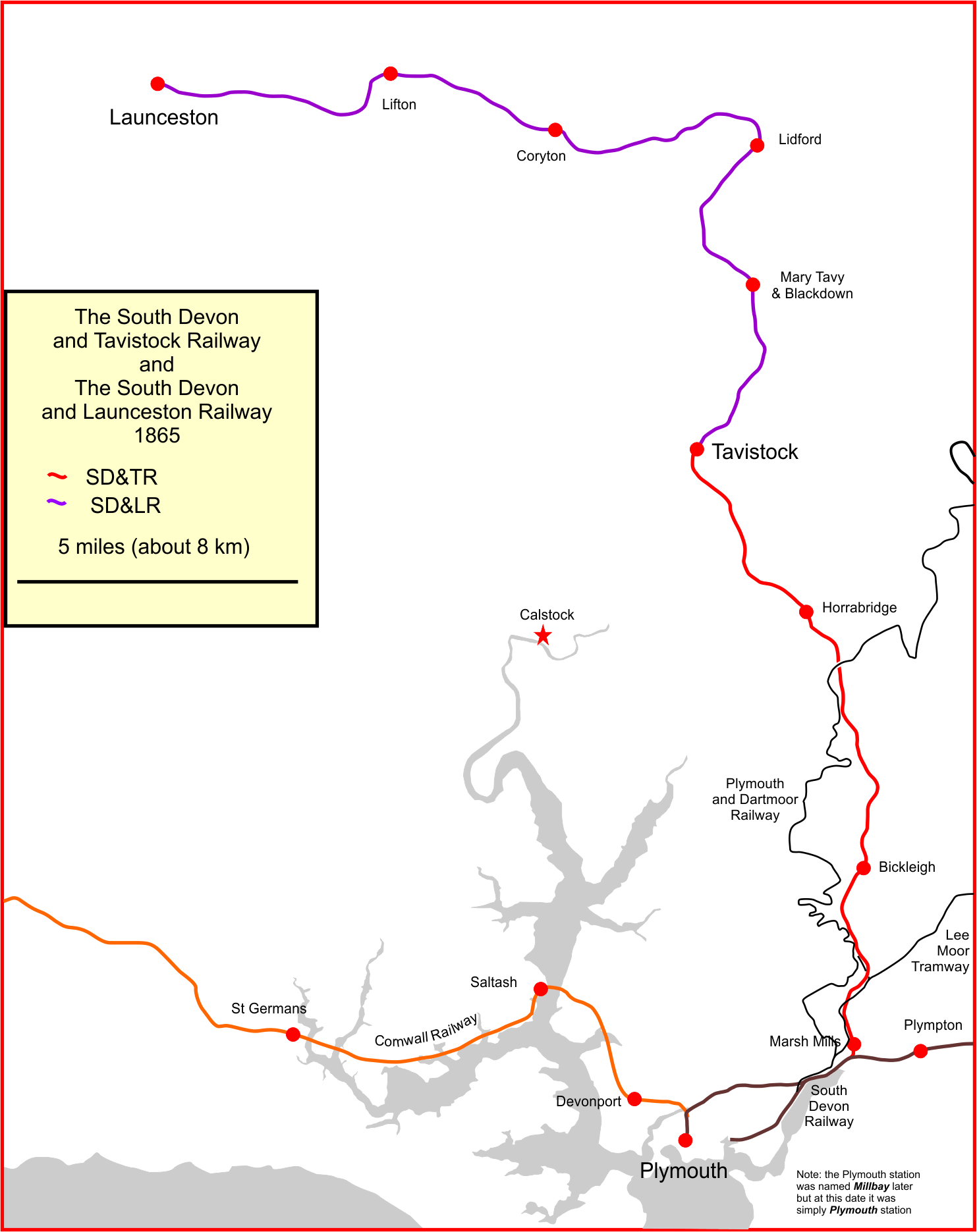
Mapa del "Ferrocarril de Tavistock y del Sur de Devon" y del "Ferrocarril de Launceston y del Sur de Devon" en 1865

Los acontecimientos de la guerra de Crimea hicieron que el inicio de la construcción se retrasara hasta septiembre de 1856. El ingeniero jefe, A. H. Bampton, murió unos meses después del inicio de los trabajos, siendo sustituido por Isambard Kingdom Brunel. Las obras fueron muy complejas, con tres túneles y seis viaductos de madera sobre pilas de piedra.
La línea se abrió al tráfico de pasajeros el 22 de junio de 1859 y al de mercancías el 1 de febrero de 1860. El servicio era operado por el Ferrocarril del Sur de Devon (SDR), de forma que los trenes de Tavistock se unían a la línea principal del SDR en Tavistock Junction y llegaban a su terminal de Plymouth en Millbay, a una distancia 3,5 millas (5,6 km).

### Extensión a Launceston
El 30 de junio de 1862, el "Ferrocarril de Launceston y del Sur de Devon", una compañía independiente, obtuvo su Ley del Parlamento para extender la línea de vía de gran ancho desde Tavistock hasta Launceston. A diferencia de la línea del Sur de Devon y Tavistock, no requirió obras de ingeniería complejas, y la línea se abrió a los pasajeros el 1 de junio de 1865 y a las mercancías en octubre de 1865. La línea de Launceston también fue operada por el SDR desde el principio.
El 1 de julio de 1865, el Ferrocarril de Tavistock y del Sur de Devon se fusionó con el Ferrocarril del Sur de Devon (SDR), y la empresa de la línea de Launceston fue posteriormente absorbida en virtud de una ley del Parlamento el 24 de junio de 1869. El Ferrocarril del Sur de Devon, a su vez, se fusionó con el Great Western Railway (GWR) y el Ferrocarril de Brístol y Exeter el 1 de febrero de 1876. La compañía combinada se llamó Great Western Railway.

### Conexión del LSWR

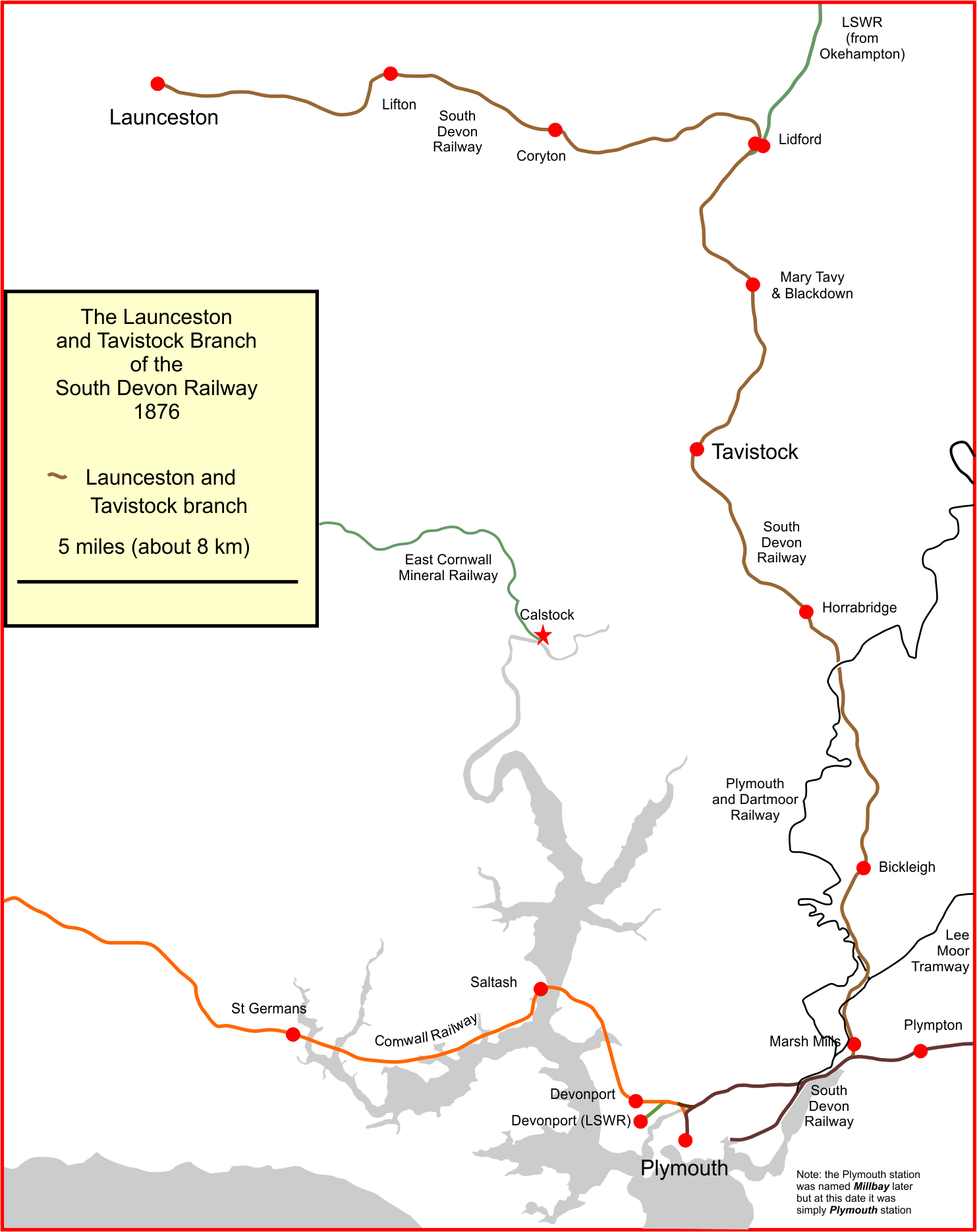
Líneas del Ferrocarril de Tavistock y Launceston en 1874

Mientras tanto, el Ferrocarril de Londres y del Suroeste (LSWR) había estado extendiendo su ruta hacia el oeste desde Exeter, y con la intención de llegar a Plymouth, animó a una compañía nominalmente local, el Ferrocarril de Devon y Cornualles (D&CR), a obtener poderes para construir una línea a Lidford (la localidad lleva el nombre de Lydford desde el 3 de junio de 1897). El D&CR abrió su línea a Okehampton el 3 de octubre de 1871 y continuó la construcción hacia Lidford, abriendo la línea hasta allí el 12 de octubre de 1874, siendo la línea operada por el LSWR.
La estación de Lidford era, de hecho, una terminal de dos andenes y, al principio, no había conexión ferroviaria entre el D&CR y la antigua línea del Ferrocarril de Launceston y del Sur de Devon (ahora parte del propio SDR). Sin embargo, según la cláusula insertada por Lord Reedsdale en las Actas de la compañía, el Ferrocarril del Sur de Devon se vio obligado a colocar un tercer carril para habilitar vías de ancho mixto, con el fin de permitir el paso de los trenes de ancho estándar del LSWR sobre su línea hasta Plymouth (la terminal de Millbay y el puerto de Sutton).
El D&CR planeó construir una nueva línea desde Marsh Mills hasta las nuevas estaciones en Plymouth y Devonport, sin pasar por la línea principal del SDR, pero el SDR logró bloquear esta iniciativa comprometiéndose a ampliar la estación Millbay y mejorar la línea de Sutton Harbor. Pero en la siguiente sesión parlamentaria, el D&CR volvió a solicitar poderes para construir líneas independientes en Plymouth, y esto condujo a un acuerdo para facilitar el alojamiento de mercancías por separado en Plymouth para el D&CR, y proporcionar una nueva estación en Plymouth, concretamente en North Road.
Desde el 17 de mayo de 1876, los trenes del LSWR funcionaron desde Exeter hasta la estación del D&CR en Devonport por la línea del SDR desde Lidford a través de Tavistock Junction.

## Ferrocarril de Princetown
La parte superior del antiguo Ferrocarril de Plymouth y Dartmoor pasó a manos del Ferrocarril de Princetown, que abrió una línea de pasajeros el 11 de agosto de 1883. Era de ancho estándar y estaba conectado con la línea de Tavistock en Yelverton Siding, pero los trenes de pasajeros del ramal usaban la estación de Horrabridge como punto de conexión hasta el 1 de mayo de 1885, cuando se inauguró la estación de pasajeros de Yelverton.
Los trenes y el material rodante que iban desde Plymouth hasta la línea de Princetown en Horrabridge, usaban los carriles de ancho estándar establecidos para el LSWR.

## Ruta independiente del LSWR

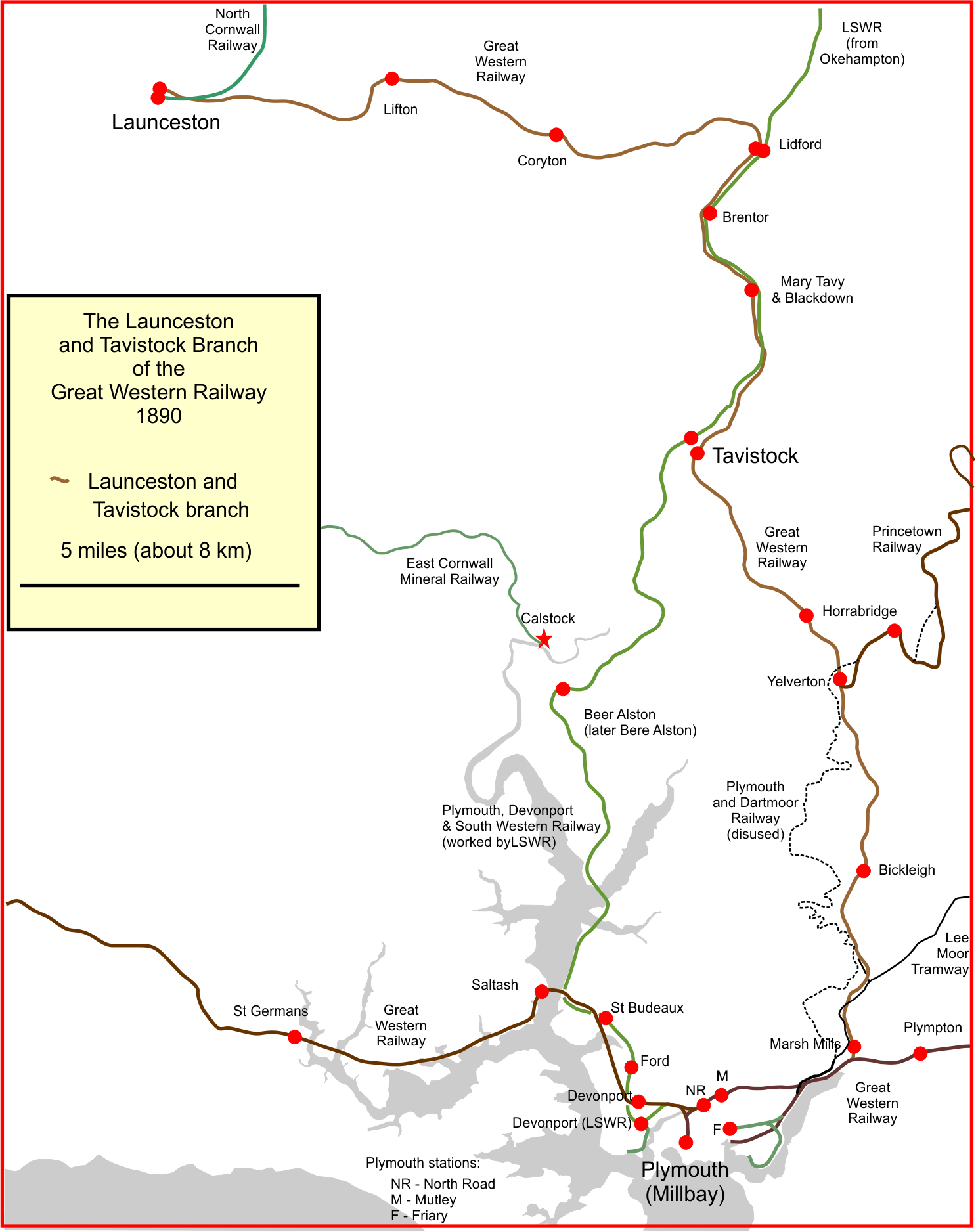
Líneas del Ferrocarril de Tavistock y Launceston en 1890

El LSWR abrió su línea independiente a Plymouth el 31 de mayo de 1890, después de lo cual sus trenes ya no utilizaron la línea del Ferrocarril del Sur de Devon. La nueva ruta siguió de cerca la ruta del Sur de Devon desde Lydford la mayor parte del camino hasta Tavistock, y luego giraba hacia el oeste para acercarse a Plymouth desde el oeste. El ancho de vía estándar al norte de Yelverton se utilizó poco durante los dos años siguientes, pero el 20 de mayo de 1892 toda la línea de Launceston a Plymouth, junto con todas las demás líneas de gran ancho de vía restantes, se convirtió al ancho de vía estándar.
Otra línea del LSWR llegó a Launceston el 21 de julio de 1886, ofreciendo a la ciudad una ruta más directa a Londres a través de Okehampton y Exeter.

## Después de la nacionalización
Después de nacionalización el 1 de enero de 1948, se tomaron medidas para consolidar los ferrocarriles en la zona. La estación del Ferrocarril del Sur de Devon en Launceston se cerró a los pasajeros el 30 de junio de 1952, pasando a utilizarse la antigua estación del LSWR.
El ramal de Princetown se cerró por completo el 3 de marzo de 1956.
Los últimos trenes de pasajeros estaban programados para circular desde Launceston a Plymouth a través de Tavistock el 29 de diciembre de 1962, y el "cierre" entró en vigor a partir del lunes 31 de diciembre siguiente. Unas fuertes nevadas pusieron fin a cualquier posibilidad de celebración: el tren de las 18:20 desde Plymouth llegó a Tavistock después de la medianoche, y el de las 19:10 desde Tavistock a Plymouth quedó bloqueado en Bickleigh durante la noche.
El tráfico de mercancías continuó hacia y desde Lifton hasta 1964, sirviendo allí a un central lechera. Los trenes llegaban a Lifton a través de la línea del LSWR hasta Lydford. Después de 1964, Lifton recibía un único servicio desde Launceston, que finalmente se canceló el 28 de febrero de 1966.
Se colocó una nueva conexión de este a norte con el ramal en Tavistock Junction para permitir que los trenes cargados de caolín se desviasen desde el haz de vías hasta la fábrica de porcelana de Marsh Mills.

## Etapa posterior
Gran parte de la línea anterior ahora se usa para el Camino Ciclista de Plym Valley (parte de la Ruta 27 del National Cycle Network), casi hasta Clearbrook.
Un pequeño tramo de 1+1/2 de milla (2,4 km) de la línea de Marsh Mills a Plym Bridge se opera como tren histórico, conocido como el Ferrocarril de Plym Valley.

## Locomotoras

### Máquinas de vía ancha
Las locomotoras 2-4-0 del Great Western Railway de la Clase Leo se probaron en la línea antes de su apertura, pero se llegó a la conclusión de que no eran adecuadas para el trayecto.
En la apertura del Ferrocarril del Sur de Devon, se utilizaron para el tráfico de pasajeros las locomotoras 4-4-0ST Corsair y Brigand. Desde la apertura a Launceston, se añadieron otras dos máquinas del mismo tipo, Giraffe y Castor. El tráfico de mercancías era remolcado por las máquinas 0-6-0ST Dido y Ajax, seguidas por la Bulkeley.
Desde 1878, las máquinas GWR de la Clase Hawthorn Melling y Ostrich estuvieron en uso, seguidas por varias unidades 0-4-2ST de la Clase 3541, con base en Millbay. La última locomotora de vía ancha de la línea fue la 4-4-0ST número 2134 Heron.

### Máquinas del LSWR
En la apertura del ancho mixto, se utilizaron las máquinas con depósito del LSWR 318 Metro tipo 4-4-0, pero se encontró que no eran adecuadas y fueron reemplazados por locomotoras tanque de la Clase 0298 (con depósito de diseño Beattie).
Cuando se introdujeron en 1897 las grandes locomotoras LSWR Clase M7 0-4-4 con depósito incorporado de Drummond, varias de ellas se asignaron para trabajar en servicios de pasajeros semirrápidos entre Exeter Central y Plymouth. Sin embargo, fueron retiradas de estas funciones después de un descarrilamiento a gran velocidad que se produjo cerca de Tavistock en 1898, circunstancia motivada por las críticas del inspector de la Cámara de Comercio sobre el uso de estas locomotoras acopladas al frente de servicios rápidos. Como resultado, la clase se transfirió a los servicios con múltiples parada y a las líneas suburbanas de Londres.

### Después de la conversión del ancho de vía
Se emplearon en la línea locomotoras tanque tipo Dean 35XX, seguidas de máquinas auxiliares 4-4-0 reconstruidas de la Clase 3521.
Cuando se introdujeron en los ramales del GWR, trabajaron en estas líneas hasta Tavistock. Fueron reemplazados más tarde por máquinas de la Clase 517 equipadas para el funcionamiento del tren automatizado (coches automotores). Desde la década de 1920, los tipos 45XX y 44XX fueron dominantes.

## Viaductos
La sección de Tavistock de la línea implicaba atravesar un terreno difícil y había seis grandes viaductos en la ruta. Todos ellos, además de un puente, fueron diseñados en madera por Brunel. Construidos en su totalidad en 1859, de sur a norte son:
| Nombre                          | Milla de referencia | Longitud            | Número de vanos  | Vano más largo   | Reconstruido | Vanos tras la reconstrucción |
| ------------------------------- | ------------------- | ------------------- | ---------------- | ---------------- | ------------ | ---------------------------- |
| Viaducto de Cann                | 2 m 15 ch           | 324 pies (98,8 m)   | 7                | 62 pies (18,9 m) | 1907         | 6                            |
| Viaducto de Riverford           | 2 m 65 ch           | 372 pies (113,4 m)  | 6                | 65 pies (19,8 m) | 1893         | 5                            |
| Viaducto de Bickleigh           | 3 m 37½ ch          | 501 pies (152,7 m)  | 8                | 65 pies (19,8 m) | 1893         | 7                            |
| Viaducto de Ham Green           | 4 m 27 ch           | 570 pies (173,7 m)  | probablemente 10 | 65 pies (19,8 m) | 1899         | 6                            |
| Carretera de peaje de Tavistock | 8 m 71 ch           | 66 pies (20,1 m)    | 1                | 66 pies (20,1 m) | desconocido  | 1                            |
| Viaducto de Magpie              | 9 m 46 ch           | 300 pies (91,4 m)   | 6                | 60 pies (18,3 m) | 1902         | 4                            |
| Viaducto de Walkham             | 10 m 14 ch          | 1101 pies (335,6 m) | 17               | 66 pies (20,1 m) | 1910         | 15                           |

Los viaductos eran del tipo clasificado como viga de madera laminada continua. Constaban de grupos de tres vigas longitudinales que sostenían el tablero en su parte superior; que a su vez estaban sostenidas por abanicos formados por cuatro vigas inclinadas apoyadas sobre pilares de piedra. Para evitar los onerosos costes de mantenimiento de las estructuras de madera, se reconstruyeron como viaductos formados por arcos de sillería.
El puente de la carretera probablemente era una celosía del tipo king, en el que una cercha de madera con forma de A integra los montantes de la estructura sometidos a compresión, con barras de hierro forjado reforzando por debajo el tablero sometido a tracción. Este diseño permite reducir al máximo el canto de la estructura por debajo de la rasante de la vía.
Las referencias se tomaron de los postes miliarios que arrancaban desde Tavistock Junction.

## Ruta
La línea de Tavistock abrió con solo tres estaciones y la empresa de Launceston construyó otras cinco. Más adelante, en 1938, la línea tenía un total de quince estaciones y paradas.
Desde Millbay, los trenes hacia el ramal salían de la línea principal de Exeter en Tavistock Junction; hacia Launceston se denominó la dirección "abajo". Se construyó un gran patio de clasificación de mercancías en Tavistock Junction en los días del GWR, en el ángulo comprendido entre la línea principal de Exeter y la línea de Tavistock; había 25 apartaderos en el lado superior de la línea principal.

### Marsh Mills
La estación de Marsh Mills, cerca de Plympton, se abrió a los pasajeros el 1 de noviembre de 1865, aunque "se dispuso algún tipo de instalación para pasajeros desde el 15 de marzo de 1861 para que los residentes del área de Plympton pudieran viajar a Tavistock, principalmente para el mercado de los viernes". Había existido un apartadero privado desde 1860. La gente local había solicitado una estación en la línea principal del Ferrocarril del Sur de Devon, pero en cambio, esta estación se abrió solo a 396 yardas (362 m) en la línea de Tavistock.
La vía se duplicó en 1874 a través de la estación y hasta Tavistock Junction, probablemente para los trenes del LSWR.
El tráfico de mercancías fue importante gracias a un molino harinero, a un yacimiento de caolín (situado cerca de la estación cerrada en 2008-09), a una cantera, y a una planta de asfalto. El tráfico de mercancías cesó el 1 de junio de 1964.
En 2008, justo al norte de la estación original, se abrió otra nueva, convertida en la sede del Ferrocarril de Plym Valley, que comenzó a operar trenes hacia Lee Moor Crossing, antes de extenderse hasta Plym Bridge cuatro años después.

### Andén de Plym Bridge
El andén del puente sobre el río Plym fue inaugurado por el Great Western Railway el 1 de mayo de 1906, siendo utilizado principalmente por personas que visitaban el campo cercano. Construido de madera al principio, fue reconstruido en hormigón en 1949. No tenía iluminación, y los primeros y los últimos trenes del día no paraban allí.
Fue reabierto por el Ferrocarril de Plym Valley el 30 de diciembre de 2012 (exactamente 50 años después de su cierre).
Entre Plym Bridge y Bickleigh había tres viaductos: el de Cann, el de Riverford y el de Bickleigh.

### Bickleigh

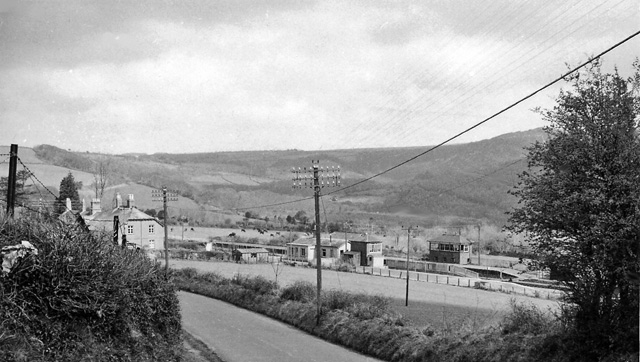
Restos de la estación de Bickleigh (1964)

Se dispusi una estación en Bickleigh desde la apertura de la línea, con una vía de apartado pasante. El tráfico de mercancías se inició a partir del 1 de febrero de 1860.
A poca distancia al norte de la estación se encontraba el viaducto de Ham Green.

### Andén de Shaugh Bridge
Otra de las paradas en el campo del Great Western Railway, el andén de Shaugh Bridge, se inauguró el 21 de agosto de 1907 cerca del pueblo de Shaugh Prior, utilizada por los visitantes del pintoresco paraje de Dewerstone Rock. El andén se ha mantenido mucho tiempo después (2020).
La plataforma estaba situada a poca distancia al sur del túnel de Shaugh, de 307 yardas (280,7 m) de longitud.

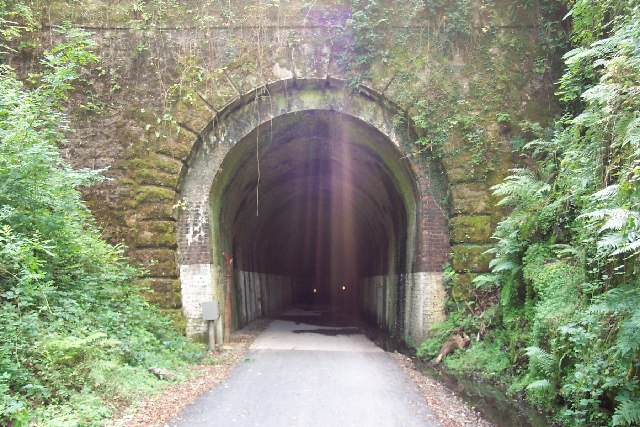
Túnel de Shaugh

### Clearbrook
Clearbrook Halt se abrió el 29 de octubre de 1928, mucho más tarde que otras paradas en la zona. Era empleado por los excursionistas de un día al campo circundante, así como para los habitantes de los pueblos de Clearbrook, Hoo Meavy y Goodmeavy.

### Yelverton
La estación de Yelverton se abrió el 1 de mayo de 1885, y alojaba el desvío hacia el ramal de Princetown, que se había abierto el 11 de agosto de 1883. Sin embargo, la compañía no pudo disponer una ruta de acceso a la localidad, por lo que los trenes de pasajeros del ramal inicialmente debían continuar hasta Horrabridge.
La línea de Tavistock en Yelverton contaba con dos andenes; la línea de Princetown tenía un solo andén y la conexión de la línea principal estaba orientada a Tavistock. El andén del ramal estaba muy curvado, y se edificó una sala de espera de cinco lados entre los dos andenes. Se instaló una mesa giratoria de 23 pies 6 pulgadas (7,2 m) en el extremo del lado de Princetown del andén. Los trenes de pasajeros secundarios, después de que los pasajeros se hubieran apeado, se retiraban marcha atrás y cuesta arriba hasta superar la mesa giratoria; a continuación, la locomotora se sacaba de la línea mediante la plataforma giratoria; luego los vagones se dejaban deslizar por gravedad hacia el andén, y por último la locomotora ya girada podía unirse marcha atrás al extremo de Princetown para el siguiente viaje.
La línea de Princetown cerró el 5 de marzo de 1956, pero la estación se mantuvo hasta que se cerró la línea de Tavistock el 31 de diciembre de 1962.
El túnel de Yelverton (de 641 yardas (586 m) de longitud) estaba justo al norte de los andenes, y era el punto más alto de la línea de Tavistock.

### Horrabridge
Una de las estaciones previstas para la apertura de la línea, daba servicio al pueblo de Horrabridge. También transportaba el mineral de cobre hacia Plymouth, que después se enviaba desde allí al Sur de Gales.
Desde el 11 de agosto de 1883 hasta la apertura de la estación de Yelverton el 1 de mayo de 1885, fue la estación de conexión para los trenes del Ferrocarril de Princetown.
El andén principal y el patio de mercancías estaban en el lado utilizado por los trenes hacia Plymouth, pero se habilitó una vía de apartado pasante y un segundo andén para los trenes hacia Tavistock. Originalmente había un paso a nivel en el extremo sur de la estación, pero se cerró el 5 de marzo de 1952. El c original
Se decía que las puertas del paso a nivel tenían el vano más grande de toda Gran Bretaña.
Entre Horrabridge y Whitchurch Down, la línea pasaba por el viaducto de Magpie y luego por el viaducto de Walkham, el más largo de la línea, que se reconstruyó en 1910 con vigas metálicas. A continuación, la línea pasaba por el túnel de Grenofen (de 374 yardas (342 m)).

### Andén de Whitchurch Down
El Great Western Railway abrió el andén de Whitchurch Down el 1 de septiembre de 1906 para servir al pueblo de Whitchurch. El andén estaba a la derecha para los trenes que iban hacia el norte en sentido Tavistock. Allí había una vía muerta para cargar mineral de cobre procedente de Wheal Crelake.

### Tavistock Sur
La estación originalmente se llamaba Tavistock. No debe confundirse con la estación de Tavistock Norte o con la propuesta nueva estación al sur de la ciudad.
Como corresponde a la terminal del Ferrocarril del Sur de Devon y Tavistock, la estación (50°32′50″N 4°08′39″O / 50.5471, -4.1442) de Tavistock disponía de un gran cobertizo que abarcaba los dos andenes y las tres vías. La estación estaba situada en la ladera cerca del centro de la ciudad. Los edificios originales eran de madera, pero sufrieron graves daños por un incendio en 1887 y fueron reemplazados por una estructura de piedra.
Los edificios principales estaban en el lado utilizado por los trenes que se dirigían a Plymouth. Finalmente, se dispuso una pasarela peatonal en el extremo norte de la estación, más allá de la cubierta del tren. Se habilitó un pequeño depósito de locomotoras en el otro extremo de la estación, pero ya no fue necesario una vez que se inauguró el Ferrocarril Launceston y del Sur de Devon el 1 de julio de 1865.
El 26 de septiembre de 1949, la estación pasó a llamarse "Tavistock Sur" para distinguirla de la estación de la Región Sur de British Railways de la ruta de Plymouth a Waterloo, que luego se denominó "Tavistock Norte". Los servicios de pasajeros se cancelaron el 31 de diciembre de 1962, pero el tráfico de mercancías continuó hasta el 7 de septiembre de 1964. Los pasajeros aún podían viajar en tren desde Tavistock North hasta que la estación de Tavistock Sur se cerró en 1968.

### Mary Tavy y Blackdown
Esta estación estaba situada aproximadamente a media milla tanto de Mary Tavy como de Blackdown, y originalmente se la conocía simplemente como "Mary Tavy". Se le cambió el nombre a Mary Tavy y Blackdown en 1906. Se dispuso una vía de apartado pasante, pero se eliminó en 1892, dejando en uso solo el andén a la derecha de los trenes que iban hacia Launceston. El tráfico de mercancías solo se mantuvo hasta el 11 de agosto de 1941.

### Lydford
La estación fue conocida como Lidford hasta el 3 de junio de 1897.
Cuando el Ferrocarril de Londres y del Suroeste (LSWR) llegó a Lydford desde Okehampton el 12 de octubre de 1874, abrió una estación terminal contigua a la estación del SD&LR, con el propósito de que los pasajeros que viajaban a Plymouth cambiaran de tren allí. A partir del 17 de mayo de 1876, se conectó con la línea del Ferrocarril del Sur de Devon y, haciendo valer su autorización de funcionamiento, sus trenes empezaron a circular por las vías del SD&LR y del SD&TR hasta Plymouth.
Después del 31 de mayo de 1890, el LSWR abrió su línea independiente a Plymouth, corriendo prácticamente paralela a la línea del Ferrocarril del Sur de Devon hasta Tavistock, pero después de Tavistock se desviaba hacia el oeste para llegar a Plymouth a través de Bere Alston. Construyó su propia estación de Lydford, inmediatamente adyacente a la estación del Ferrocarril del Sur de Devon, con un amplio andén de isla central compartido. La línea de conexión se mantuvo hasta 1895, aunque solo se utilizó para el intercambio de material remolcado. Las dos estaciones operaron por separado hasta marzo de 1914, cuando una iniciativa económica propició que se adoptara una explotación conjunta. En 1916 se suprimieron las casetas de señalización separadas, pasando el control a una nueva caseta de señales común que tenía dos juegos de palancas para las rutas respectivas, uno a cada lado.
La línea de conexión se restableció como línea de circulación en el verano de 1943 como medida de emergencia en tiempos de guerra.
Cuando cerró la línea del SD&LR, la estación continuó en uso para los trenes de la Región Sur hasta mayo de 1968.

### Liddaton Halt
La parada en Liddaton se abrió mucho más tarde que las otras estaciones de la línea, el 4 de abril de 1938. Era un andén de madera simple con un pequeño cobertizo de espera, también construido con madera.

### Coryton
La apertura de la línea el 1 de junio de 1865 vio la apertura de una estación para dar servicio a Coryton. El andén estaba a la derecha de los trenes que iban hacia Launceston. No tenía personal desde el 14 de septiembre de 1959, pero se mantuvo hasta el cierre de la línea el 31 de diciembre de 1962. La casa del jefe de estación sobrevive (2007), al igual que la oficina principal, que se ha ampliado desde el cierre.

### Lifton
La estación de Lifton también se inauguró con el ferrocarril el 1 de junio de 1865. El edificio principal estaba en el andén utilizado por los trenes hacia Plymouth, pero había una vía de apartado pasante y un segundo andén para permitir el cruce de los trenes. Había un paso a nivel en el extremo oeste de la estación.
El patio de mercancías estaba del mismo lado que los edificios, pero en 1894 se abrió un apartadero privado para dar servicio a un molino de maíz, y en 1917 se abrió una fábrica en el patio de mercancías que manejaba leche y luego hizo "Ambrosia" (un postre similar al arroz con leche). El tráfico de trenes de pasajeros y mercancías cesó el 31 de diciembre de 1962, pero se mantuvo la línea a Lydford para transportar los trenes desde la planta lechera, pero se cerró el 28 de febrero de 1966.

### Launceston
Era el término de la línea. El Ferrocarril del Norte de Cornualles abrió una estación adyacente como parte de su línea principal, que cruzaba la ruta del Ferrocarril del Sur de Devon al este de la ciudad. Las dos compañías mantuvieron estaciones separadas durante muchos años, pero desde agosto de 1915 fueron operadas bajo una administración común, y el 31 de diciembre de 1916 se eliminó la caseta de señales del SD&LR, y la caseta del LSWR controlaba los movimientos en ambas estaciones. El 22 de septiembre de 1943 se estableció una conexión entre las dos líneas como medida de precaución en tiempos de guerra. A partir del 18 de junio de 1951, la estación pasó a llamarse "Launceston North", pero a partir del 30 de junio de 1952, todos los trenes de pasajeros se desviaron para utilizar los antiguos andenes del LSWR. La estación permaneció abierta para el tráfico de mercancías hasta el 28 de febrero de 1966, y la estación del LSWR, Launceston South, se cerró por completo el 3 de octubre de 1966.

## Lectura adicional
- Beck, Keith; Copsey, John (1990). The Great Western in South Devon. Didcot: Wild Swan Publications. ISBN 0-906867-90-8.